# Montañas de Luoxiao
La Cordillera Luoxiao (chino simplificado: 罗霄山脉; chino tradicional: 羅霄山脈; pinyin: Luóxiāo Shānmài) son un serie de montañas enlazadas entre sí en la República Popular China con una tendencia general de norte a sur, que se extiende a través de las provincias de  Jiangxi, Hubei y Hunan. La parte norte de las montañas está conectada con el río Yangtze, y la parte sur está conectada con la montaña Nanling. La longitud total de las montañas Luoxiao es de 400 km y los rangos de altitud son de 82 a 2120 m.

## Flora y fauna
Tiene un clima húmedo con diversos tipos de vegetación y ricos recursos biológicos. El área de la Cordillera Luoxiao es una barrera ecológica importante en el área ecológicamente frágil del suelo rojo del sur; también lo es un área concentrada de pobreza extrema y ha sido designada como un área concentrada afectada por la pobreza por los chinos gobierno, por lo que en las últimas décadas, para lograr el crecimiento económico y erradicar la pobreza, grandes áreas de bosques, pastizales y otras tierras ecológicas de la región han sido invadidas por las actividades humanas, lo que resulta en la fragmentación del hábitat.
La Cordillera Luoxiao desempeña un papel importante en el mantenimiento y la complementación de la diversidad de peces de la cuenca del río Yangtze, que también es un punto crítico de biodiversidad en China, aunque la biodiversidad de peces ha disminuido rápidamente en esta área como resultado de las actividades humanas como la construcción de presas, la sobrepesca, la contaminación y la deforestación, y los cambios ambientales consecuentes, la diversidad de peces ha disminuido en esta región. Las montañas Mufu, dentro de la Cordillera Luoxiao, son el hogar de un animal nacional protegido de clase I, el leopardo nublado (Neofelis nebulosa), y 22 especies de animales nacionales protegidos de clase II, entre ellas, la tortuga de pecho plano, la rana tigre, los macacos, el pangolín, el chacal, la nutria y la civeta grande.  Aproximadamente 124 especies de orquídeas en 47 géneros se encuentran en el Cordillera Luoxiao, ochenta y ocho de ellos son terrestres (incluidos ocho micoheterotróficos) y 36 son epífitas 

## Importancia histórica
Es un sitio de interés histórico debido a que en sus subcordilleras se encuentran campos de batalla que fueron de importancia estratégica, como la fundación de la primera base de la revolución de China en las Montañas Jinggang, hoy en día siendo lugar de investigación científica debido a esto, además de convertirse en base para la educación patrótica y tradición revolucionaria en China.

## Subcordilleras
Entre otras cordilleras más pequeñas, la Cordillera Luoxiao incluye las siguientes subcadenas: 
- Montañas Wugong (Wu-Kung).[6]
- Montañas Jinggang
- Montañas Jiugong
- Montañas Jiuling
- Montañas Mufu